# Berserker (Saberhagen)
Berserker è una Space opera dello scrittore statunitense Fred Saberhagen. In Italia è stata edita parzialmente dalla collana fantascientifica Urania.
La parola Berserker, nell'antica Mitologia norrena, indicava quei guerrieri che in battaglia erano particolarmente pervasi da foga omicida. Nella saga di Saberhagen è un tipo di macchine, costruito millenni prima della nascita dell'uomo, che hanno sviluppato una propria intelligenza artificiale, giungendo alla decisione di sterminare dall'universo qualsiasi forma di vita biologica.

## Opere del ciclo
- Il mondo dei Berserker (Berserker, 1967), Urania n. 1152, Mondadori. Antologia di racconti.
- Berserker! (Brother Assassin o Brother Berserker, 1969), Urania n. 1123, Mondadori. Testo online. Raccoglie i romanzi brevi:
  - Stone Man, in Worlds of Tomorrow, maggio 1967.
  - The Winged Helmet, in If, agosto 1967.
  - Brother Berserker, in If, novembre 1967.
- Il pianeta Berserker (Berserker's Planet, maggio/giugno 1974 su If), Urania n. 1256, Mondadori.
- L'uomo Berserker (Berserker Man, 1979), Urania n. 1133, Mondadori.
- The Ultimate Enemy, 1979. Antologia di racconti.
- Le guerre dei Berserker (Berserker Wars, 1981), Urania n. 1174, Mondadori. Testo online. Antologia di racconti:
  - L'elmo alato
  - La ballata delle stelle
  - Ultimi avvenimenti al radiante dei Templari
  - Ali nell'oscurità (anche Ali dall'ombra)
  - Il sorriso
- Berserker Base: A Collaberative Novel, 1984, scritta con vari autori[1]
  - What Makes Us Human, di Stephen R. Donaldson, su F&SF, agosto 1984.
  - With Friends Like These, di Connie Willis, su F&SF, febbraio 1985.
  - Itself Surprised, di Roger Zelazny, su Omni, agosto 1984.
  - Deathwomb, di Poul Anderson, su Analog, novembre 1983.
  - Pilots of the Twilight, di Edward Bryant, su Asimov's, dicembre 1984.
  - A Teardrop Falls, di Larry Niven, su Omni, giugno 1983.
- Il trono dei Berserker (The Berserker Throne, 1985), Urania n. 1201, Mondadori.
- Berserker: la morte azzurra (Berserker: Blue Death, 1985), Urania n. 1233, Mondadori.
- The Berserker Attack, 1987. Antologia di racconti precedentemente editi.
- Berserker Lies, 1991. Antologia con un racconto originale.
- I Berserker uccidono (Berserker Kill, 1993), Urania Argento n. 6, Mondadori.
- La furia dei Berserker (Berserker Fury, 1997), Urania n. 1349, Mondadori.
- Berserker: il titano d'acciaio (Shiva in Steel, 1998), Urania n. 1381, Mondadori.
- Berserkers: The Beginning, 1998 (raccolta omnibus di volumi precedenti)
- Berserker's Star, 2003
- Berserker Prime, 2004
- Berserker Man: Mega Book (raccolta omnibus di volumi precedenti)
- Berserker Death, 2005
- Rogue Berserker, 2005